# Miccolamia kaniei
Miccolamia kaniei là một loài bọ cánh cứng trong họ Cerambycidae.